# Чилтон, Алекс
Алекс Чилтон (англ. Alex Chilton, 28 декабря 1950 — 17 марта 2010) — американский рок-музыкант, певец, гитарист, автор песен и музыкальный продюсер, первую известность получивший как фронтмен The Box Tops. Впоследствии Чилтон возглавил новый состав Big Star, повторить прежних коммерческих успехов не смог, но приобрёл культовую популярность и оказал заметное влияние на многих исполнителей как альтернативного рока, так и мейнстрима. Чилтон, неоднократно выступавший с реформированными Box Tops и Big Star, выпустил 11 сольных альбомов. Он умер от сердечного приступа 17 марта 2010 года.

## Биография
Алекс Чилтон рос и воспитывался в Мемфисе и окрестностях, но не был типичным «южанином». Будучи прекрасно осведомлен об особенностях среды (и впитывая все самые странные аспекты последней), он, как отмечает Allmusic, гораздо больше общего имел с интеллектуальной традицией южных штатов, нежели с реднеками. Играть (на басу и ритм-гитаре попеременно) и петь он начал в школьных группах; затем стал профессионалом, войдя в состав коллектива, называвшегося The DeVilles.
Заручившись поддержкой профессионального менеджера, имевшего связи с мемфисским продюсерским дуэтом Моман-Пенн, группа, к этому времени переименовавшаясявся в The Box Tops, записала и выпустила сингл «The Letter», возглавившая Billboard Hot 100. Последовали новые хиты («Cry Like a Baby», «Soul Deep», «Sweet Cream Ladies»), однако вскоре Чилтон разочаровался ситуацией в группе, находившейся под жёстким контролем продюсеров; гастроли открыли ему глаза на возможности музыкального бизнеса. После нескольких не слишкому удачных сольных студийных сессий Чилтон образовал Big Star, группу, второй ведущей фигурой в которой был певец и гитарист Крис Белл (англ. Chris Bell). Музыка Big Star, основу которой составляли «воздушная» вокальная многоголосица, мягкое пауэр-поп-звучание, напоминавшее битловское, и непростые тексты, зазвучала на радио, но проблема возникла с лейблом Ardent Records, имевшим серьёзные проблемы с распространением продукции. Уже без Белла, вышедшего из состава и лишённый поддержки лейбла, финансовые дела которого висели на волоске, Алекс Чилтон с продюсером Джимом Дикинсоном записали материал для третьего альбома группы. Записи, известные как Sister Lovers, впоследствии приобрели статус «легендарных»; с ними стали связывать «бунт» Чилтона против музыкального бизнеса и начало его «пути в Преисподнюю». Сам Чилтон отзывался скептически об этом альбоме как о «наркотической» работе «потерявшего себя артиста, пытавшегося вновь обрести себя и направление творческого развития».
Начиная с 1976 года Чилтон стал продюсировать релизы малоизвестных групп для небольших независимых лейблов; в числе его открытий были The Cramps; именно он записал их дебютную студийную сессию и помог подписать контракт с I.R.S. Records. Чилтон включился в жизнь нью-йоркской панк-сцены и оказался здесь своим.
В начале 1990-х годов Алекс Чилтон перебрался в Новый Орлеан и стал выпускать сольные альбомы на возрожденном лейбле Ardent; тогда же он принял участие в реюнионах — как Big Star, так и Box Tops. В 2005 году вышел новый студийный альбом Big Star — впрочем, из участников оригинального состава в работе над ним принял участие лишь Джоди Стивенс. Группа дала серию хорошо принятых концертов в Британии и США, а в 2009 году на Rhino вышел всеобъемлющий бокс-сет Keep an Eye on the Sky. Год спустя незадолго до начала фестиваля SXSW, в котором он должен был принять участие, Чилтон умер от сердечного приступа.

## Дискография

### Альбомы
- One Day in New York — (Trio, 1978)
- Like Flies on Sherbert — (Peabody, 1979)
- Bach’s Bottom — (Line, 1981)
- Live in London — (Aura, 1982 UK)
- High Priest — (New Rose/Big Time, 1987)
- Clichés — (Ardent, 1994)
- A Man Called Destruction — (Ardent, 1995)
- Cubist Blues (Discovery, 1997)
- Loose Shoes and Tight Pussy — (Last Call, 1999)
- Set (Bar/None, 2000) (американский вариант альбома Loose Shoes)
- Live in Anvers — (Last Call, 2004)

### Синглы и EPs
- Singer Not the Song (EP) — (Ork, 1977)
- «Bangkok» / «Can’t Seem to Make You Mine» — (Fun, 1978)
- «Hey Little Child» / «No More the Moon Shines on Lorena» — (Aura 1980 UK)
- Feudalist Tarts (EP) — (New Rose/Big Time, 1985; reissued 1994 on Razor & Tie)
- No Sex (EP) — (New Rose/Big Time, 1986; reissued 1994 on Razor & Tie)
- Black List (EP) — (New Rose, 1989; reissued 1994 on Razor & Tie)

### Компиляции
- Lost Decade (Fan Club, 1985)
- Document (Aura, 1985)
- Stuff (New Rose, 1987)
- Best of Alex Chilton (New Rose, 1991)
- 19 Years: A Collection of Alex Chilton (Rhino, 1991)
- 1970 (Ardent, 1996)
- Top 30 (Last Call, 1997)